# شاطئ الأسرار (فلم)
شاطئ الأسرار فيلم مصري من إنتاج عام 1958 وإخراج عاطف سالم، وبطولة عمر الشريف وماجدة.

## قصة الفيلم
تعود «علية» إلى بورسعيد، إلى منزل أخيها لقضاء أيام معه، علية طالبة بالجامعة في القاهرة، وهي لا تملك من الدنيا إلا أخاها «عادل» الذي يعمل في البحر. لا تجد علية أثراً لأخيها. لقد خرج إلى البحر وأعدمه صديقه رمياً بالرصاص بأمر عصابة مهربي الحشيش التي كانا ينتميان إليها سراً! تلتقي بالرجل الذي اغتال أخاها ويريد هو الزواج منها، لكنها تنتظر أخاها عادل. تأتيها خطابات باسم أخيها، تطمئنها وتطلب منها أن تعقد قرانها على صديقه. تتزوج علية. كانت تظن أن الحياة الزوجية مع حبيب العمر، متعة متواصلة لكن زوجها يخرج في قلب الليل، ويلتقي مكالمات تليفونية في ساعات غريبة، ولا يعرف له أحد مكان عمل، وهي نفسها لا تعرف شيئاً عن زوجها. تتوالى المفاجئات فالزوج ضابط برتبة يوزباشي في مخابرات السواحل، عادل ضابط مخابرات أيضاً لم يقتله صديقه وإنما تظاهر بقتله، وهو يعود إلى المنزل ليطمئن أخته عليه، رئيس العصابة هو صاحب منزل عادل، الرجل الطيب القلب البعيد عن كل ما من شأنه أن يثير الأعصاب.

## بطولة
- عمر الشريف
- ماجدة
- تحية كاريوكا
- عبد العزيز أحمد
- أحمد الحداد
- صلاح المصري
- عزيزة حلمي
- محمود عزمي
- عباس رحمي
- علي كامل
- عبد الحميد زكي
- محمد حمدي
- عبد البديع العربي
- محمد قنديل
- محمود فرج

## أغاني الفيلم
- أودي وأجيب

غناء: محمد قنديل. كلمات: فتحي قورة. ألحان: محمود الشريف.
- يا حلو صبح

غناء: محمد قنديل. كلمات: مرسي جميل عزيز. ألحان: محمد الموجي.

## روابط خارجية
- مقالات تستعمل روابط فنية بلا صلة مع ويكي بيانات